# 劉偉成

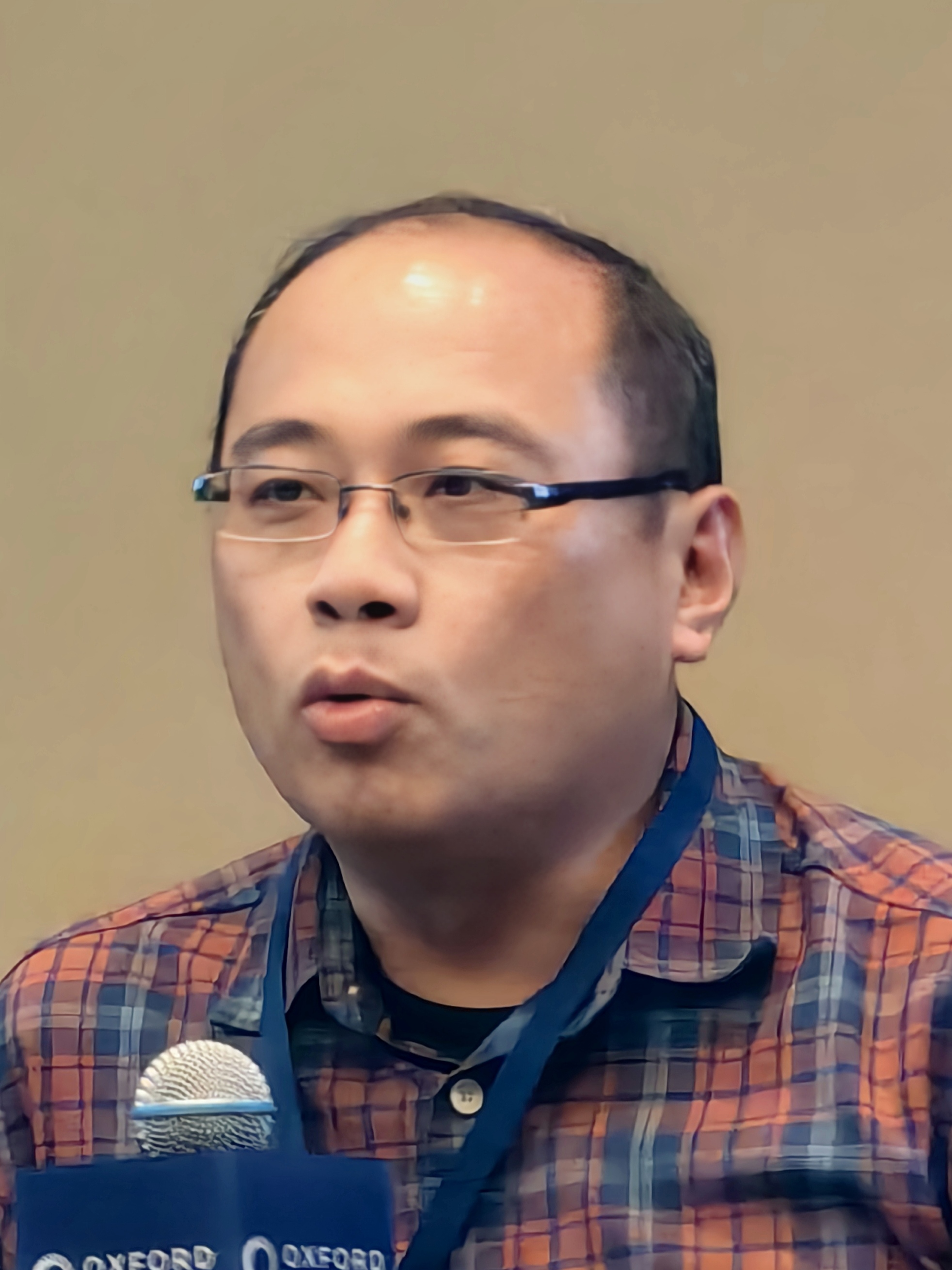
刘伟成在2024年香港书展

劉偉成（？—），筆名超活，男，香港作家、編輯，聖保羅書院校友、香港浸會大學文學士、哲學碩士，曾獲青年文學獎及中文文學創作獎新詩組獎項。任職教科書編輯多年，曾應邀舉辦多場工作坊及講座，也曾參與香港電台舉辦的文學導賞節目。

## 生平
刘伟成於中學時期已進行詩歌創作，曾於90年代建立呼吸詩社出版其詩集。
2008年，劉偉成的散文《持花的小孩》獲得第十屆香港中文文學雙年獎散文組推薦獎。
2012年出版個人第二本作品集《翅膀的鈍角》，引起學界廣泛好評。
2014年出版的詩集《陽光棧道有多寬》以詩人纖細縝密、理性與感性兼具的筆觸描畫出城市背後的靈魂，勾起都市人寂寞的內心深處對自身生活的一份反思和價值探求，從而獲得第十屆香港中文文學雙年獎新詩組推薦獎。翌年5月在香港文學生活館舉辦的詩聚，由詩人親身以雄渾厚實的聲線演繹其家喻戶曉的作品，盛況空前。
2021年獲「第十五屆香港藝術發展獎」頒發文學藝術組別的「藝術家年獎」。

## 創作結集
- 《一天》 詩集 呼吸詩社 1997年
- 《感覺自燃》 詩集 東岸 2000年
- 《瓦當背後》 詩集 阿湯圖書 2006年
- 《持花的小孩 : 劉偉成散文集》 散文集 匯智 2007年
- 《翅膀的鈍角》 散文集 匯智 2012年
- 《陽光棧道有多寬》 詩集 匯智 2014年